# Evropska pot E70
Evropska pot E70 je cesta in del vseevropskega cestnega omrežja, ki je serija glavnih cest na kontinentu. Pot se začne v španski A Coruňi ter potuje po južnem delu Evrope na vzhod preko Baskije, Francije, Italije, Slovenije, Hrvaške, Srbije in Črne gore, Romunije ter Bolgarije v turški Trabzon, kjer se zaključi. Pot je dolga 5114 kilometrov.

## Trasa
| E 70 |

### Španija
A Coruña (E; km 0), Oviedo (E; km 295), Bilbao (baskovsko Bilbo) (E - Baskija; km 575), San Sebastián (baskovsko Donostia) (E - Baskija; km 673)

### Francija
Bordeaux (F; km 916), Clermont-Ferrand (F; km 1275), Lyon (F; km 1448), Chambéry (F; km 1545)

### Italija
Susa (I; km 1702), Torino (I; km 1761), Alessandria (I; km 1848), Tortona (I; km 1878), Brescia (I; km 2043), Verona (I; km 2118), Benetke-Mestre (I; km 2230), Palmanova (I; km 2333), Trst (I; km 2383)

### Slovenija
Fernetiči - Ljubljana (SLO; km 2478), Obrežje

### Hrvaška
Zagreb (HR; km 2619), , Hrvaška|Bajakovo (HR; km 2863)

### Srbija
Beograd (Srbija; km 3072), Vršac (Srbija; km 3153)

### Romunija
Temišvar (RO; km 3230), Caransebeş (RO; km 3333), Drobeta-Turnu Severin (RO; km 3437), Craiova (RO; km 3547), Piteşti (RO; km 3677), Bukarešta (RO; km 3791), Giurgiu (RO; km 3856)

### Bolgarija
Ruse (BG; km 3870), Razgrad (BG; km 3931), Šumen (BG; km 3976), Varna (BG; km 4065)

### Turčija
Samsun (TR; km 4786), Ordu (TR; km 4936), Giresun (TR; km 4983) in Trabzon (TR; km 5114).

## Priključki
| - E1 - E804 - E5 - E80 - E72 - E606 - E9 |  | - E11 - E15 - E611 - E711 - E712 - E64 - E717 |  | - E74 - E25 - E62 - E35 - E45 - E55 - E61 |  | - E57 - E59 - E65 - E71 - E661 - E73 - E75 |  | - E763 - E671 - E673 - E771 - E79 - E574 - E85 |  | - E772 - E87 - E95 - E97 - E692 - E60 |